# Інес Педроза
Іне́с Педро́за (порт. Inês Pedrosa; *15 серпня 1962, Коїмбра, Се-Нова) — португальська журналістка, романістка, авторка оповідань, дитяча письменниця та драматургиня.  
Була директоркою культурного центру Будинок Фернандо Пессоа (Casa Fernando Pessoa), Лісабон.

## Творчість
Бібліографія
- Mais Ninguém Tem (1991, коротке оповідання для дітей) [3]
- A Instrução dos Amantes (1992, роман)
- Nas Tuas Mãos (1997, роман)
- Fazes-me Falta (pt) (2002)[4]
- Fica Comigo Esta Noite (pt) (2003)
- 12 Mulheres e 1 Cadela (2005, п'єса
- A Eternidade e o Desejo (2005, роман)
- Os Íntimos (2010, роман)
- Dentro de Ti Ver o Mar (2012, роман)
- Desamparo (2015, роман)
- Desnorte (2016, новели)

Твори авторки перекладені й надруковані також у Бразилії, Хорватії, Україні, Німеччині, Італії та Іспанії. 
Українською мовою оповідання Інес Педрози «У твоїх руках. Щоденник Дженні» було опубліковано в журналі «Всесвіт» № 3-4 за 2001 рік (переклад Віктора Шовкуна).

## Нагороди
- Премія одкровення від Clube de Jornalistas (1985) [3]
- Премія з журналістики часопису Mulheres (1985)
- Премія Сампайю Бруно від Clube de Jornalistas do Porto (1992)
- Prémio Máxima de Literatura за Nas Tuas Mãos
- Prémio Máxima de Literatura за Os Íntimos